# Мігель Перейра
Мігель Перейра (нар. 12 квітня 1957 року у місті Сан-Сальвадор-де-Жужуй, провінція Жужуй, Аргентина) — аргентинський кінорежисер, продюсер та сценарист. Головним чином працює в аргентинському кінематографі.

## Біографія
Перейра навчався у Лондонській кіношколі, яку закінчив у 1982 році.
Його проривом, а також дебютною режисерською роботою стала стрічка Вероніко Крус (1988) спільного виробництва Аргентини та Британії. Фільм завоював багато нагород на 38-му Берлінському кінофестивалі, серед яких і «Срібний Ведмідь».
З 2002 до 2008 року він був директором Міжнародного кінофестивалю Мар-дель-Плата в Буенос-Айресі, що проводиться щороку у березні. Фестиваль належить до кінофорумів Категорії А, так само як і Канн, Берлін або Венеція.

## Фільмографія
- Вероніко Крус (1988)
- Останній врожай (1991)
- Sin palabras… Jujuy (1994)
- Че… Ернесто (1998)
- Історія Аргентини (2001)
- Сага про Сіріло Донайре (2003)
- Людина, яка прийшла до села (2006)

## Нагороди
Перемоги
- Міжнародний кінофестиваль у Карлових Варах: Премія екуменічного журі, Людина, яка прийшла до села, 2006.[4]
- Токійський міжнародний кінофестиваль: Бронзова нагорода, Останній врожай, 1991.
- 38-й Берлінський міжнародний кінофестиваль: Нагорода Інтерфільм, заохочувальна; OCIC, заохочувальна; Срібний Ведмідь; Вероніко Крус, 1988.
- Кінофестиваль у Боготі: Спеціальний приз, Вероніко Крус, 1989.
- Нагорода Аргентинської асоціації кінокритиків: Срібний Кондор, Найкращий фільм, Вероніко Крус, 1989.

Номінації
- Карлові Вари: Кришталевий Глобус, Людина, яка прийшла до села, 2006.
- Берлін: Золотий Ведмідь, Мігель Перейра, 1988.